# Revaz Tjkheidze
Revaz Tjkheidze (georgisk: რეზო დავითის ძე ჩხეიძე, russisk: Резо Давидович Чхеидзе, translit.: Rezo Davidovitj Tjkheidze, født den 8. december 1926 i Kutaisi i Transkaukasiske SFSR i Sovjetunionen, død 3. maj 2015 i Tbilisi i Georgien) var en georgisk-sovjetisk filminstruktør, manuskriptforfatter og skuespiller.

## Filmografi
- Soldatens fader (Отец солдата, 1964)[1][2]